# Omega (zespół muzyczny)

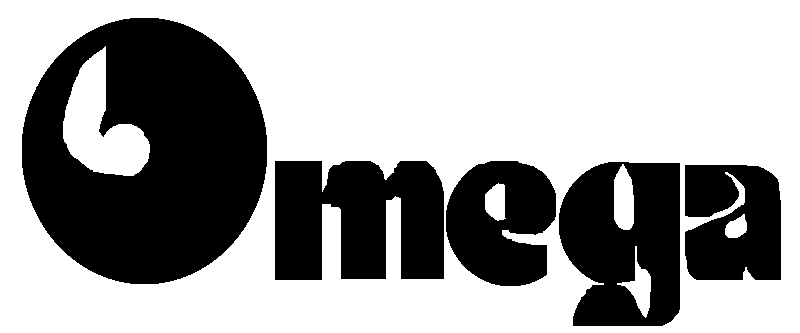
Logotyp zespołu

Omega – węgierska grupa rockowa grająca hard rocka i rocka progresywnego. Za datę założenia zespołu przyjmuje się 23 września 1962, kiedy to w „University Club” Wyższej Szkoły Technicznej w Budapeszcie grupa dała pierwszy koncert. Pomysł powstania zespołu istniał jednak już w 1959 roku i jak mówi legenda, o przydziale instrumentów zadecydowało głosowanie.

## Historia

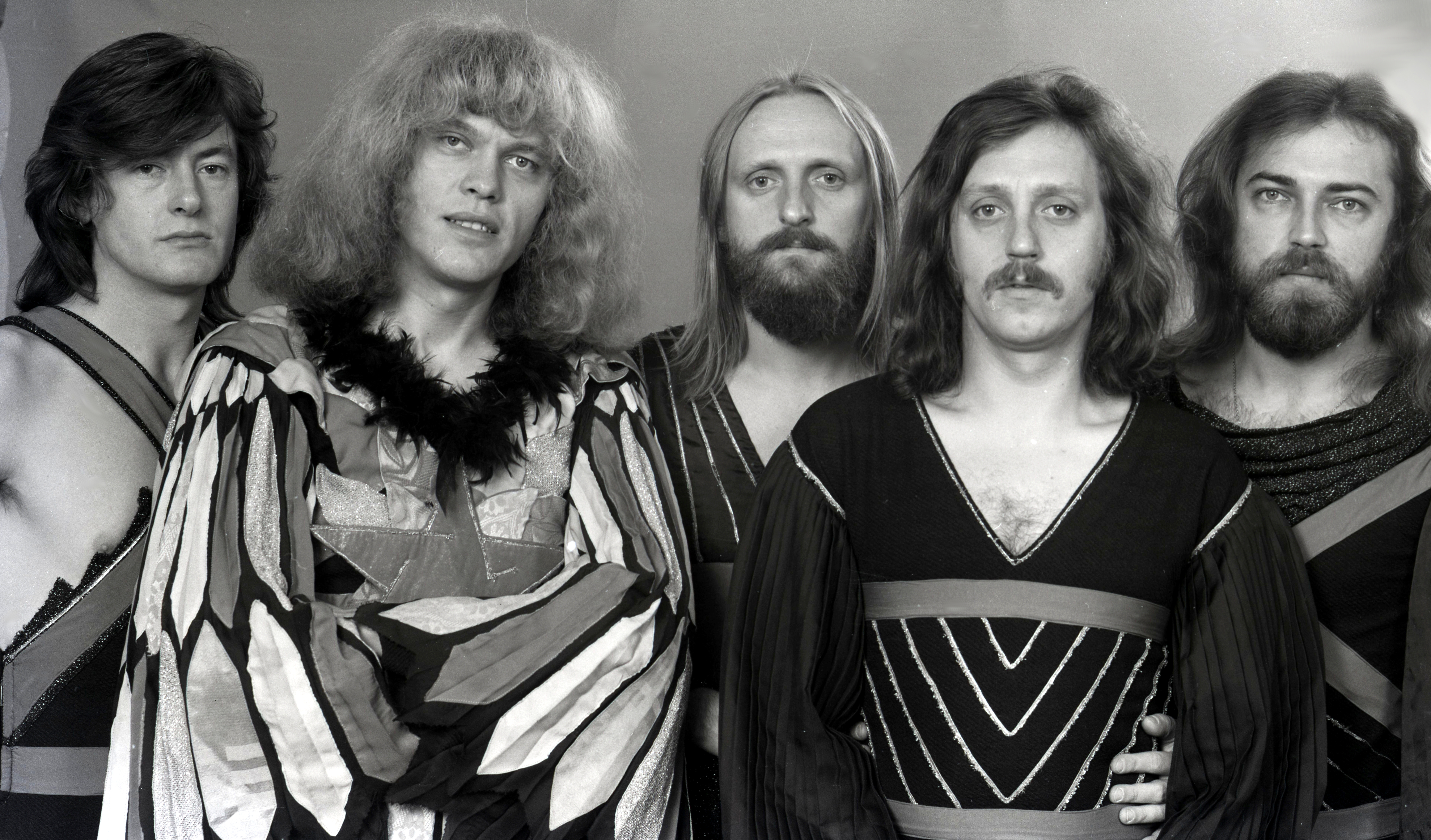
Klasyczny skład z 1976 roku (od lewej: Ferenc Debreczeni, János Kóbor, László Benkő, Tamás Mihály, György Molnár).

Pierwszy skład zespołu to László Benkő – instrumenty klawiszowe, János Kóbor – śpiew, gitara, András Kovacsics – gitara, István Varsányi – bas, Péter Lang – saksofon, Tamás Kunsztler – perkusja. Jako solistkę Omega pozyskała Zsuzsę Koncz z dziewczęcej grupy „Gézengúz”
W 1963 r. Zsuzsa Koncz przeszła do grupy Illés, a István Varsányi został powołany do wojska. Również Peter Lang i Tamás Kunsztler opuścili zespół, zastąpili ich: József Laux – perkusja, László Harmath – bas, saksofon oraz Mari Wittek – śpiew. Aby dalej istnieć jako zespół, Omega potrzebowała zezwolenia wydziału kultury. Fakt, że ojciec saksofonisty był jego dyrektorem, ułatwił sprawę.
W 1964 r. László Harmath opuścił zespół, a doszło dwóch nowych muzyków: Tamás Mihály – bas i Tamás Somló – saksofon, śpiew. Pierwszy występ miał miejsce w Eötvös-klub, w którym Omega od tej pory występowała regularnie.
W 1966 r. Mari Wittek opuściła Omegę. Kóbor został głównym wokalistą zespołu. Został też wydany pierwszy SP (singel) „Paint It Black”. W tym samym roku zostały wydane jeszcze trzy następne single. Wszystkie cztery zawierały własne wersje zachodnich przebojów (covery).
W 1967 r. Omega miała trzyminutowy występ w filmie Ezek a fiatalok (Ach, ta młodzież) jako zespół towarzyszący Zsuzsie Koncz w piosence Ez az a ház. László Benkő wzbogacił brzmienie zespołu o flet i trąbkę i razem z Tamásem Mihalyem zaczął wspomagać partie wokalne. Do zespołu dołączył Gábor Presser (instrumenty klawiszowe, śpiew). Ukazało się kilka węgierskojęzycznych SP z własnymi kompozycjami. Większość to kompozycje Pressera z tekstami Istvána S. Nagya. Na festiwalu piosenek tanecznych Omega towarzyszyła Sarolcie Zalatnay w piosence „Nem várok holnapig”.
W 1968 r. zespół opuścił András Kovacsics, a także Tamás Somló, który w kilka lat później dołączył do Locomotivu GT. Na jednym z koncertów grupy Decca, Omega odkryła dziewiętnastoletniego gitarzystę Györgya Molnára, którego udało się pozyskać do zespołu. Jako autorka tekstów, Anna Adamis zajęła miejsce Istvána S. Nagya. Podczas wspólnego koncertu z zespołami Spencer Davis Group i Traffic w Budapeszcie, Omegę odkrył manager Spencer Davis Group, John Martin i zaprosił na tournée po Anglii. Podczas koncertów w Londynie, gratulowali im m.in. Eric Clapton i George Harrison. Wystąpili również w telewizji BBC. Martin zaaranżował produkcję płyty LP (longplay) dla wytwórni Decca Records, która to nadała zespołowi nazwę „Omega Red Star”. Po trzech dniach pracy nad płytą, Mecky musiał wracać do Budapesztu. Prace nad albumem nie zostały nigdy ukończone, mimo to Decca wydała go jednak pod tytułem „Omega Red Star from Hungary”. W późniejszym czasie, na Węgrzech podjęto prace nad tym albumem, ale tylko niektóre utwory ukazały się na SP. W tym roku miało miejsce także drugie tournée po Anglii i mimo kompletu materiału na następny album, do produkcji nie doszło. Ze względów politycznych Omega została wezwana na Węgry. Po sukcesach w Londynie ukazał się pierwszy węgierski LP, wydany przez Hungaroton, pod tytułem „Trombitás Frédi és a rettenetes emberek”. Jeszcze tego samego roku sprzedano ponad 100 000 sztuk, co dało w efekcie pierwszą złotą płytę. Z piosenką Kiabaly enekelj Omega doszła do finału festiwalu piosenki tanecznej.
- LP. – Trombitás Frédi és a rettenetes emberek wydany w 1968 r. nr płyty SLPX 17390
- 1. Trombitás frédi (G. Presser – A. Adamis)
- 2. A napba néztem (Presser – Adamis)
- 3. Egy lány nem ment haza (Presser – Adamis)
- 4. Kállai kettős (Presser, feldolgozás)
- 5. Holnap (Presser /János Kóbor)
- 6. Rettenetes emberek (Presser – Adamis)
- 7. Ha én szél lehetnék (Presser – Adamis)
- 8. Vasárnap (Presser /Adamis)
- 9. Szeretnék visszamenni hozzád (Presser – Adamis)
- 10. Halott virágok (Presser – Adamis)
- 11. Kiskarácsony – nagykarácsony (Presser – Adamis)

W 1969 r. fragmenty z ich regularnych koncertów w Omega Klub przedstawiono w telewizyjnej dokumentacji pt. Exazis.
- Drugi LP. „10000 lépés” – LP 1969 Oualliton SLPX 17400
- 1. Petróleum lámpa (Presser – Adamis)
- 2. Gyöngyhajú lány (Presser – Adamis)
- 3. Tűzvihar (Molnár – Adamis)
- 4. Udvari bolond kenyere (Presser – Adamis)
- 5. Kérgeskezű favágók (Laux – Presser)
- 6. Tékozló fiúk (Presser – Adamis)
- 7. Tízezer lépés (Presser – Adamis)
- 8. 1958 – a boogie-woogie klubban (Presser – Adamis)
- 9. Félbeszakadt koncert (Kóbor – Adamis)

- Trzeci LP. – LP 1070 Oualiton SPLX 17414
- 1. Oh, jöjj (Presser – Adamis)
- 2. Ahol a boldogságot osztották (Presser – Adamis)
- 3. Maradj velem (Presser – Adamis)
- 4. Oh, Barbarella (Presser – Adamis)
- 5. H... az elektromos fűrész (Molnár)
- 6. Az éjszakai országúton (Presser – Adamis)
- 7. Utcán, a téren (Presser – Adamis)
- 8. Van egy szó (Presser – Adamis)
- 9. Utazás a szürke folyón (Molnár – Adamis)
- 10. Olyan szépen mosolygott (Presser – Adamis)
- 11. Egy kis pihenő
- 12. Vészkijárat (Presser – Adamis)

W 1970 r. swoim największym przebojem, utworem „Gyöngyhajú lány” (Dziewczyna o perłowych włosach), Omega zdobyła nagrody: w czerwcu, na festiwalu Barbarella w Palma de Mallorca i w listopadzie na Yamaha Festival w Tokio, gdzie za drugie miejsce każdy członek zespołu otrzymał motocykl. Przebój został wydany przez JVS na SP.
W kwietniu 1971 Gábor Presser i József Laux opuścili Omegę i założyli zespół Locomotiv GT. Również autorka tekstów Anna Adamis odeszła z zespołu. Na następnym LP Omegi znalazł się utwór „Hutlen bartok” (Niewierni przyjaciele). Na instrumentach klawiszowych grał tylko László Benkő. Z nowym perkusistą z grupy Neoton ustalił się ostateczny skład: János „Mecky” Kóbor – śpiew, Tamás „Misi” Mihály – bas, gitara, śpiew, Ferenc „Ciki” Debreceni – perkusja, György „Elefant” Molnár – gitara, László „Laci” Benkő – instr. klawiszowe, śpiew. Pseudonimem „Elefánt” (słoń) został nazwany Molnár, gdy podczas koncertu przypadkowo przewrócił drogi mikrofon. Hungaraton uważał duet autorski Presser – Adamis za autorów sukcesu, przez co prognozował lepszą przyszłość dla Locomotiv GT, niż dla Omegi. Hungaroton otworzył nową wytwórnię o nazwie „Pepita”, specjalizującą się w „muzyce lekkiej”, aby w ten sposób odróżnić się od klasycznie zorientowanej wytwórni Qualiton. W związku z tym, Omega zaczęła nagrywać dla Pepity. W tym roku Omega zaliczyła występy w Paryżu, Pradze, Wiedniu oraz Helsinkach.
W 1972 r. Omega nagrała album „200 évvel az utolsó háború után” (200 lat od ostatniej wojny), lecz cenzura nie dopuściła do jego wydania. Z jednej strony wizja mrocznej przyszłości w utworze tytułowym nie odpowiadała komunistycznej koncepcji. Po drugie, jeden z producentów Hungarotonu poczuł się osobiście dotknięty utworem Szex Apo. Zamiast tego ukazał się album „Élő Omega” – nagrany w studio z dodanym aplauzem publiczności, sprawiając tym wrażenie albumu koncertowego, „na żywo”. Tytuł albumu ma podwójne znaczenie, po pierwsze nagranie na żywo, po drugie chęć udowodnienia że Omega żyje mimo odejścia Pressera i Lauxa.
Występy na Węgrzech, w Hiszpanii i Finlandii. Pod koniec roku występy w NRD (Berlin, Görlitz i Lipsk).
W 1973 r. niemiecki producent Peter Hauke doprowadził do podpisania umowy z zachodnioniemiecką wytwórnią „Bacillus” (Bellaphon) na trzy albumy w trzy lata.
Nagrano tam angielskojęzyczne albumy „Omega” w 1973, „200 Years After The Last War” w 1974, „Omega III” w 1974 oraz dodatkowo „The Hall Of Floaters In The Sky” w 1975.
Jednak albumy te nie zawierały nowego materiału muzycznego, były to tylko „covery” ich węgierskich przebojów z płyt -II-, -IV-, -V- oraz -VI-. Muzyka oraz wokale zostały ponownie nagrane w nieco zmienionych aranżacjach, muzykę wzbogacono o dodatkowe instrumenty, co w finale dawało brzmienie „progresywnej kapeli zachodniej” tamtych czasów.
Nowy materiał angielskojęzyczny Omega nagrała dopiero w latach 1976–1979 na płytach „Time Robber”, „Skyrover” i „Gammapolis”.
W latach 70. dzięki angielskojęzycznym LP, niemieckojęzycznym SP oraz oprawie koncertów, Omega stała się najbardziej popularnym zespołem rockowym z „bloku wschodniego”. Występowała w Polsce i Anglii, oraz na żywo w radiu i TV NRD.
W 1974 kolejna trasa koncertowa w Polsce tym razem z zespołem SBB i udany wspólny koncert w Sali Kongresowej w Warszawie (grupa SBB występowała jako „support”).
10 lipca 1975 wystąpiła w Sztokholmie w radiu Tonkraft.
W 1976 r. Bellaphon przedłużył kontrakt z Omegą na kolejne trzy albumy do 1979. Album „Time Robber” nagrano w mieście Offenbach am Main, gdzie muzycy otrzymali lepsze możliwości techniczne, niż w Kolonii. Jest to pierwszy album odpowiadający dokładnie wersji węgierskiej „Időrabló”, która ukazała się jako druga. Prawdopodobnie uzyskał największy sukces komercyjny Omegi w całej historii zespołu. Kontrakt zezwalał na wydanie tych samych trzech płyt na Węgrzech jednak w zmienionych wersjach językowych (wokale wyłącznie węgierskie), ponadto płyty mogły ukazać się tylko jako drugie.
W 1977 r. podczas koncertu na Kisstadionie 19 sierpnia Omega otrzymała złota płytę za „Time Robber”. Występowała w RFN ze Scorpions. Protesty polityków z NRD przeciwko muzykom i ich muzyce spowodowały jednak zakaz publicznego ogłaszania na Węgrzech „zachodnich” sukcesów Omegi.
W 1978 r. Omega wystąpiła w Polsce we Władysławowie (17 lipca). We wrześniu podczas koncertu na Kisstadionie wręczono złote płyty za angielskojęzyczne produkcje. W tym roku był to „Skyrover”. 18 listopada miał miejsce występ w Holandii – Nijmegen.
W 1979 r. koncert z Kisstadionu wydano jako podwójny album „Élő Omega Kisstadion 79". W RFN ukazał się również jako podwójny album „Live at the Kisstadion 79", w tym większość utworów opatrzona jest tekstami angielskimi.
W 1980 ukazuje się kolejna dziesiąta już płyta studyjna Omegi zatytułowana „Omega X – Az Arc” (Twarz), odbywa się również tournée po Węgrzech z Beatrice i Locomotiv GT. Do najważniejszych momentów można zaliczyć „Gyöngyhajú lány” (Dziewczynę o perłowych włosach) – wykonaną razem z Locomotiv GT (koncert zarejestrowany na płycie „Kisstadion 80”). Podczas jednego z koncertów (w Fonyód 14 sierpnia 1980) doszło do bójki pomiędzy siłami porządkowymi i fanem, który próbował ten koncert nagrać. Omega zagroziła przerwaniem występu, jeżeli natychmiast nie wróci spokój, groźba poskutkowała, koncert trwał dalej.
Kontrakt z firmą Bellaphon dobiegł końca. Frank Farian (założyciel i producent grupy Boney M.) pomógł i umożliwił zespołowi podpisanie kontraktu z zachodnią wytwórnią WEA, powstał tam album „Working” (angielskojęzyczna wersja płyty „Az Arc”) wydany w 1981.
W 1982 r. miało miejsce tournée po NRD – dwa koncerty w ulewnym deszczu przed ok. 35 000 widzów. Na 20-lecie działalności zespołu, Omega dała w listopadzie serię koncertów w Sportcsarnok (hala sportowa) w Budapeszcie, wydane na podwójnym LP „Jubileumi koncert”. Miklós Jancsó nakręcił obraz Omega Omega Omega – film zawierał głównie materiały z koncertów jubileuszowych.
W 1983 r. odbyło się tournée europejskie, m.in. koncerty w NRD – występ w Berlinie Wschodnim został im zabroniony. W ramach tak zwanego pojedynku rockowego Węgry – Austria, odbywającego się w Wiedniu 30 sierpnia 1983, Omega zagrała wspólnie z Karthago.
W 1984 r. występ Omegi o godz. 4 w nocy z 31 października na 1 listopada był wspaniałym zakończeniem maratonu rockowego w wiedeńskiej arenie.
Rok 1986 to ostatni koncert w NRD, na 40-lecie FDJ. Jako pierwszy zespół w historii, Omega otrzymała nagrodę im. Ferenca Liszta, dotąd nagroda ta była przyznawana solistom.
W 1987 r. Omega dała dwa koncerty jubileuszowe „25 lat Omegi” na Kisstadionie, za każdym razem przed 15 000 publicznością.
W 1988 wydano wideo „Jubileumi koncert”. Oprócz stałego składu wystąpili Gábor Presser i József Laux.
W 1990 r. planowany był wspólny koncert z Illés na Népstadionie. Ostatecznie IIlés odmówił, a członkowie Omegi dowiedzieli się z radia, że IIlés gra sam.
2 sierpnia 1994 członkowie Omegi uwiecznili odciski dłoni w Rock Cafe, w Budapeszcie. Na koncercie na budapeszteńskim Nepstadionie gościnnie wystąpili Tamás Somló, Gábor Presser, Tamás Szekeres, Rudolf Schenker, Klaus Meine. 70 000 widzów podziwiało występ zespołu w ulewnym deszczu. Koszt przedsięwzięcia, które zespół sam finansował, przewyższył dochód ze sprzedaży biletów, do których dodawano w prezencie singiel „Miss World”. Dopiero sprzedaż płyty CD i kaset wideo doprowadziła do minimalnego zysku. Presser i Szekeres współpracowali również przy nagraniu wydanego w rok później albumu studyjnego „Trans and dance”. 14 października Omega dała koncert na dachu domu towarowego przed 40 000 widownią w Peczu.
19 października 1996 odbyła się wycieczka statkiem po Dunaju do Wyszehradu, organizowana przez Omega Club z Budapesztu. Omega zagrała kameralny koncert.
W 1997 r. niemiecka firma Barbarossa wydała na CD „Das Deutsche Album”, nagrane w latach 70. niemieckojęzyczne utwory Omegi. Po interwencji zespołu, wycofano wydawnictwo z rynku, gdyż produkcja odbyła się bez zgody i wiedzy Omegi. Miała miejsce też uroczystość jubileuszowa 35-lecia istnienia grupy. Wśród gości był m.in. pierwszy gitarzysta András Kovacsics.
W 1999 r. miał miejsce występ TV Zenebutik Plus – program zrobiony przez Juhas w budynku AB–Aegon. Omega utworzyła spółkę akcyjną Omega Rt z kapitałem 20 mln forintów (ok. 80 000 dolarów) Koncert na Népstadionie, planowany na maj, ze względu na wojnę w Kosowie, został przełożony na 4 września sponsorzy to Ouaestor, poczta i Opel. W cenie biletu była jedna akcja Omega SA. Koncert przed 80 000 publicznością został wydany na CD oraz wideo. Koncert 99 nagrodzono za najlepszą produkcję muzyczną roku. Zespół rozpoczął działalność własnej telewizji o zasięgu lokalnym w Budapeszcie, o nazwie Omega TV (w międzyczasie Bocs TV, później FIX TV), celem stacji telewizyjnej i spółki jest promocja młodych zespołów oraz zdobycie funduszy na wznowienia płyt węgierskich „dinozaurów” rocka.

## Składy

### Obecny skład zespołu
- György Molnár „Elefánt” – gitara (ur. 12 września 1949, Budapeszt, Węgry)
- Ferenc Debreczeni „Ciki” – perkusja (ur. 24 marca 1948, Gyöngyös, Węgry)
- Zsolt Gömöry – instrumenty klawiszowe (ur. 9 lipca 1962, Budapeszt, Węgry)
- Tamás Szekeres – gitara (ur. 12 marca 1964, Budapeszt, Węgry)
- Ildikó Keresztes – śpiewaczka (ur. 8 sierpnia 1964, Marosvásárhely, Siedmiogród)
- Gyuri Demeter – śpiew, muzyka (ur. 7 lipca 1959, Budapeszt, Węgry)
- Csaba Molnár – menadżer (ur. 8 sierpnia 1961, Eger, Węgry)
- Zsolt Greczy – rzecznik prasowy (ur. 10 października 1964, Budapeszt, Węgry)

### Pierwszy skład
- László Benkő „Laci” – instrumenty klawiszowe, śpiew (ur. 12 czerwca 1943, Szombathely, Węgry – zm. 18 listopada 2020)
- János Kóbor „Mecky” – śpiew, gitara (ur. 17 maja 1943, Budapeszt, Węgry – zm. 6 grudnia 2021)
- András Kovacsics – gitara (Budapeszt, Węgry)
- István Varsányi – bas (Budapeszt, Węgry)
- Péter Lang – saksofon (Budapeszt, Węgry)
- Tamás Kunsztler – perkusja (Budapeszt, Węgry)
- Zsuzsa Koncz – solistka

### Byli członkowie zespołu
- János Kóbor „Mecky” – śpiew, gitara (ur. 17 maja 1943, Budapeszt, Węgry – zm. 6 grudnia 2021)
- Tamás Mihály „Misi” – bas, gitara, śpiew (ur. 24 września 1947, Budapeszt, Węgry – zm. 21 listopada 2020)
- László Benkő „Laci” – instrumenty klawiszowe, śpiew (ur. 12 czerwca 1943, zm. 18 listopada 2020)
- József Laux – perkusja (ur. 8 maja 1943, zm. 6 sierpnia 2016)
- László Harmath – bas, saksofon (Budapeszt, Węgry)
- Mari Wittek – śpiew (Budapeszt, Węgry)
- Tamás Somló – saksofon, śpiew (ur. 17 listopada 1947, zm. 19 lipca 2016)
- Gábor Presser – instrumenty klawiszowe, śpiew (Budapeszt, Węgry)

## Gyöngyhajú lány
Gyöngyhajú lány (Dziewczyna o perłowych włosach, Gábor Presser/Anna Adamis) z 1969 jest najpopularniejszym węgierskim utworem rockowym w Polsce według listy Top Wszech Czasów. Wykonywali go m.in. Zakopower, Janusz Radek, Kult oraz Dance Express.
Gyöngyhajú lány wykorzystał Frank Schöbel w piosence pt. „Schreib es mir in den Sand” w 1995 zespół Scorpions w przeboju pt. White dove, a w 2013 Kanye West w utworze pt. New slaves.

## Dyskografia

### Węgierskojęzyczne albumy studyjne
- Trombitás Frédi és a rettenetes emberek (1968; jako Omega Red Star)
- 10000 lépés (1969)
- Éjszakai országút (1970; w 1972 wydany w NRD jako „Omega” przez wytwórnię Amiga)
- Élő Omega (1972 – album koncertowy; w 1998 wydany jako Omega 4: 200 évvel az utolsó háború után – album studyjny)
- Omega 5 (1973; w 1999 wydany jako Szvit)
- Omega 6: Nem tudom a neved (1975; w 2001 wydany jako Tűzvihar – Stormy Fire)
- Omega 7: Időrabló (1977; w 2002 wydany jako Időrabló – Time Robber)
- Omega 8: Csillagok útján (1978; w 2002 wydany jako Csillagok útján – Skyrover)
- Gammapolis (1979; w 2002 wydany jako Gammapolisz – Gammapolis)
- Omega X: Az arc (1981)
- Omega XI (1982)
- Omega 12: A föld árnyékos oldalán (1986)
- Omega XIII: Babylon (1987)
- Trans and Dance (1995; w 2004 wydany jako Transcendent)
- Omega XV: Egy életre szól (1998)
- Omega XVI: Égi jel (2006)
- Omega Rhapsody (2010)
- Szimfonia & Rapszodia (2012)

### Anglojęzyczne albumy studyjne
- Omega Red Star From Hungary (1968)
- 200 Years After The Last War (1974)
- Omega III (1974)
- The Hall Of Floaters In The Sky (1975)
- Time Robber (1976)
- Skyrover (1978)
- Gammapolis (1979)
- Working (1981)
- Transcendent (1996)

### Niemieckojęzyczny album studyjny
- Das Deutsche Album (1997; kompilacja 12 nagrań niemieckojęzycznych z lat 70.)

### Albumy koncertowe
- Élő Omega (1972; z braku możliwości wydania -IV- płyty studyjnej w 1972, nowy materiał muzyczny nagrany i wydany w wersji koncertowej)
- On Tour (1977; nagrania z trasy koncertowej promującej album „Time Robber”)
- Élő Omega Kisstadion 79 (1979; nagrania z trasy koncertowej promującej album „Gammapolis”)
- Live At The Kisstadion 79 (1979; nagrania z trasy koncertowej promującej album „Gammapolis”)
- Kisstadion 80 (1981; 5 utworów Omegi, „Gyöngyhajú lány” zagrany wspólnie z Locomotiv GT, na albumie znajdują się także nagrania grup Locomotiv GT i Beatrice)
- Jubileumi Koncert (1983)
- Népstadion 1994 Omegakoncert No. 1: Vizesblokk (1994)
- Népstadion 1994 Omegakoncert No. 2: Szárazblokk (1994)
- Az Omega összes koncertfelvétele 1. (1995)
- Az Omega összes koncertfelvétele 2. (1995)
- Népstadion 1999 (1999)
- Napot hoztam, csillagot (2004)

### Antologie
- Antologia 1965–1970
- Antologia 1970–1975
- Antologia 1975–1980
- Antologia 1980–1985
- Antologia 1985–2000

### Kompilacje
- Omega Ensemble Budapest (1970)
- Aranyalbum 1969–1971 (1979)
- Legendás kislemezek 1967–1971 (1984)
- Platina 1977–1987 (1988)
- Az Omega összes kislemeze 1967–1971 (1992)
- Dream (1994)
- Happy (1994)
- Heavy (1994)
- Space (1994)
- The Best of Omega (1994)
- Az Omega koncertek legnagyobb sikerei (1994)
- Titanium: The Best Of 1962–2002 (2001)